# Magnesium/Teflon/Viton
Magnesium/Teflon/Viton (auch MTV oder MagTef) ist ein pyrotechnischer Satz, welcher vor allem in militärischen Täuschkörpern verwendet wird. Es ist eine Mischung aus Magnesium, Teflon und Viton. Teflon (Polytetrafluorethylen, {\displaystyle (C_{\mathrm {2} }F_{\mathrm {4} })_{\mathrm {n} }}) und Viton (Vinylidenfluorid-Hexafluorisopropen-Copolymer, {\displaystyle (CH_{\mathrm {2} }CF_{\mathrm {2} })_{\mathrm {n} }(CF(CF_{\mathrm {3} })CF_{\mathrm {2} })_{\mathrm {n} }}) sind Warenzeichen der Firmen DuPont und Chemours.

## Historie
Pyrotechnische Sätze auf der Basis von Magnesium/Teflon/Viton, bzw. auch MTV-Sätze genannt, werden seit den 1950er-Jahren in Infrarot-Täuschkörpermunitionen verwendet. Von dem Akronym MTV leitet sich der insbesondere in der englischsprachigen Literatur verwendete Begriff „MTV-Flare“ für pyrotechnische Täuschkörper auf Basis von MTV ab. Eine andere umgangssprachliche Formulierung für MTV lautet im deutsch- wie englischsprachigen Raum „MagTef“.
Für einen pyrotechnischen Satz, der überwiegend Hitze erzeugt, wird auch der Begriff Pyrolant verwendet.

## Chemie
Während herkömmliche, visuelle pyrotechnische Leuchtsätze, z. B. Natriumnitrat, {\displaystyle NaNO_{\mathrm {3} }}, als Oxidationsmittel enthalten, fungiert bei MTV Sätzen das Polytetrafluorethylen,{\displaystyle (C_{\mathrm {2} }F_{\mathrm {4} })_{\mathrm {n} }}, als Fluorquelle. Die sehr hohe Reaktionsenthalpie, {\displaystyle \Delta _{\mathrm {R} }H}, bei der Umsetzung von Magnesium mit PTFE beruht auf der Bildung von Magnesiumfluorid, das eine sehr hohe negative Standardbildungsenthalpie aufweist ({\displaystyle \Delta _{\mathrm {f} }H^{o}=-1124kJmol^{-1}}):
{\displaystyle 2nMg+(C_{\mathrm {2} }F_{\mathrm {4} })_{\mathrm {n} }\longrightarrow 2nMgF_{\mathrm {2(s)} }+2nC,\Delta _{\mathrm {R} }H=-1438kJmol^{-1}}	(1)
Da beim Abbrand von MTV viel Ruß entsteht und viel Wärme freigesetzt wird, kann die Verbrennungsflamme von MTV als Grauer Körper mit hoher Emission beschrieben werden.
In Abhängigkeit von der Stöchiometrie, also dem Verhältnis der Stoffmengen der eingesetzten Stoffe, zeigt MTV unterschiedliche Abbrandgeschwindigkeiten und liefert auch unterschiedliche Reaktionsprodukte. Bei konstantem Viton®-Gehalt nimmt die Abbrandgeschwindigkeit mit steigendem Magnesiumgehalt zu. Allerdings wird die Abbrandgeschwindigkeit von MTV wie auch die anderer metallisierter pyrotechnischer Sätze stark von der spezifischen Oberfläche, also von Korngröße und -form des Magnesiums bestimmt. Grundsätzlich liefert ein Magnesiumpulver mit hoher spezifischer Oberfläche eine höhere Abbrandgeschwindigkeit.
Die Hauptreaktionsprodukte für MTV umfassen 30–65 % Magnesiumfluorid, Ruß und gasförmiges Magnesium.
Für Täuschkörper werden magnesiumreiche Zusammensetzungen mit einem Anteil von 55–65 % Magnesium verwendet. Bei diesen Zusammensetzungen reagiert nur ein Teil des eingesetzten Magnesiums mit dem PTFE. Der überwiegende Teil wird verdampft und reagiert mit dem Luftsauerstoff ebenso wie der Kohlenstoff gemäß nachstehender Reaktionsfolge.
{\displaystyle mMg+(C_{\mathrm {2} }F_{\mathrm {4} })_{\mathrm {n} }\longrightarrow 2nMgF_{\mathrm {2(s)} }+(m-2n)Mg_{\mathrm {(g)} }+2nC,m\geq 2n}	(2)
{\displaystyle (m-2n)Mg_{\mathrm {(g)} }+2nC\longrightarrow (m-2n)MgO_{\mathrm {(s)} }+2nCO_{\mathrm {2} }}(3)

## Sicherheit
Pyrotechnische Sätze auf Basis Magnesium/Polytetrafluorethylen mit einem Gehalt von 25–90 % Magnesium sind gemäß dem Stahlhülsentest nach Ziffer II und Fallhammerprüfung gemäß Ziffer III Anlage III zum SprengG explosionsgefährliche Stoffe. Aufgrund ihrer Empfindlichkeit und ihres Reaktionsverhalten werden diese Stoffe unter der Ziffer 1.1.2 der BGV B5 eingeordnet. Zitat: Sätze dieser Gruppe explodieren bei Verdämmung (auch Eigenverdämmung) schon in geringer Masse. Ihre Abbrandgeschwindigkeit ist stark masseabhängig. Diese Sätze sind mechanisch oder thermisch sehr empfindlich.
MTV-Sätze sind weiterhin außerordentlich empfindlich gegenüber elektrostatischer Entladung, weshalb bei deren Herstellung und Verarbeitung, Maßnahmen gegen statische Aufladung getroffen werden müssen.

## Täuschkörperanwendungen
Aufgrund der hohen Verbrennungstemperatur von MTV von 2000 K und der hohen Emissivität des intermediär gebildeten Kohlenstoffs sind MTV-Flammen sehr gute Infrarotstrahler. Aus diesem Grund können sich Flugzeuge und Hubschrauber wirkungsvoll mit MTV-Flares gegen Boden-Luft- und Luft-Luft-Flugkörper der 1. und 2. Generation, wie z. B. die AIM-9 Sidewinder, AIM-9-A verteidigen. Aus demselben Grund wurde auch bis zu Beginn der 1980er Jahre nur sporadisch über MTV und dessen Leistung publiziert. Erst 1997 wurde das zugrundeliegende US-Patent, US 5 679 921, Anmeldejahr: 1958, welches bis dahin als geheim eingestuft war von der US-Regierung freigegeben und veröffentlicht. Trotz der mittlerweile starken weltweiten Verbreitung von Flugkörpern mit Suchköpfen, die MTV-basierte Täuschkörper überwinden können, gehören MTV-Flares immer noch zur Standardbeladung von Gegenmaßnahmenanlagen. Zusammen mit spektral angepassten Täuschkörpern helfen sie, als Teil der sogenannten „Cocktail-Solution“ bei der Abwehr nicht identifizierter Bedrohungen.